# Gilberto Martiñón Cano
Gilberto Martiñón Cano (Acámbaro, Guanajuato, 1969) es un abogado, profesor y juez mexicano.
Doctor en derecho por la universidad de Granada, España y juez de oralidad penal, actualmente comisionado a la titularidad de la unidad académica de investigaciones jurídicas del poder judicial de estado de Guanajuato.
Fue uno de los coordinadores del texto Mediación penal y justicia restaurativa y tiene varias participaciones en capítulos de libros y diversos artículos, todos en las materias de derecho penal y procesal penal, en diversas revistas especializadas nacionales e internacionales.
En el ámbito del derecho penal, ha propuesto la teoría de la restauración del tejido social como uno de los objetivos fundamentales que debe perseguir el derecho penal.
Por otro lado, en su obra El delito de secuestro, incluye un análisis pormenorizado de dicha figura delictuosa comenzado por el bien jurídico. Además, en dicha desarrolló una clasificación ajedrecística de los secuestradores.

### Tesis de la restauración del tejido social
Introduce una perspectiva innovadora dentro del derecho penal. Argumenta que el derecho, como mecanismo de control social, debería enfocarse no solo en castigar al delincuente, sino también en lograr la restauración del tejido social.
Identifica tres vías para el restablecimiento: el retorno de las cosas a su estado anterior al delito, la adaptación de la situación cuando el retorno no es posible, y la mejora de las condiciones preexistentes si estas eran inadecuadas.
Esta tesis critica las aproximaciones tradicionales del derecho penal por no considerar todas las consecuencias jurídico-penales, incluida la garantía de no repetición de los delitos.

### Obra individual
- El delito de secuestro en el código penal español.  Ed. Tirant Lo Blanch. 2012. ISBN: 9788490044919
- Teoría y práctica de las objeciones. Ed. Ubijus. 2019. ISBN: 978-607-8615-20-9
- El fin del derecho penal. Apuntamientos para la construcción de una teoría del restablecimiento del tejido social. Ed. Ubijus. 2019. ISBN: 978-607-8615-18-6